# Sansa Stark
Sansa Stark je fiktivní postava knižní série Píseň ledu a ohně a televizního seriálu Hra o trůny, který je knihami z větší části inspirován. Byla vytvořena autorem knižní série Georgem R. R. Martinem, který ji představil již v prvním díle série a v seriálovém zpracování stále žije (dosud nebyly vydány všechny díly knižní série, proto není Sansin „knižní“ osud znám). V seriálu ji ztvární Sophie Turner.
Sansa Stark je nejstarší dcerou Eddarda „Neda“ Starka a jeho manželky Catelyn Stark, rozené Tully. Má mladší sestru Aryu a tři vlastní bratry: Robba, Brana a Rickona. Má též nevlastního bratra Jona, kterého ale nesnáší. Byla zasnoubená s Joffreym Baratheonem, avšak svatba se nikdy neuskutečnila. Později byla, jak v knižním, tak v seriálovém provedení, provdána za trpaslíka Tyriona Lannistera. Ten se ji snažil chránit před Joffreyho brutalitou, po Joffreyho vraždě ale Sansa prchá. V seriálovém provedení jí pak Petyr Baeliš domluví sňatek se sadistickým bastardem Ramsayem Boltonem.

## Popis
Sansa je, oproti své mladší sestře Arye, pravá dáma. Ráda vyšívá, zpívá, čte poezii, prochází se a přeje si, aby ji princ na bílém koni odvezl z ponurého prostředí Zimohradu, kde se sice narodila, ale nemá to zde ráda. Je naivní a zpočátku miluje Joffreyho Baratheona, který jí nabídne sňatek. Brzy ale zjistí, jaký je ve skutečnosti tyran. Zkušenosti s Joffreym ji v mnohém změní a stává se z ní bojácná a nedůvěřivá dívka, která v Králově přístavišti nemá žádné přátele ani spojence.
V knize je popisována jako vysoká, štíhlá a krásná dívka. Má modré oči a husté kaštanové vlasy. Často jí lidé připomínají fyzickou podobnost s Catelyn Stark, její matkou. V prvním díle knižní série je jí jedenáct let, v Hostině pro vrány je jí téměř čtrnáct.

## „Knižní“ historie postavy
Sansa Stark se narodila roku 286 po Aegonově vylodění na Zimohradu, správním středisku celého Severu.

### Hra o trůny
Sansa se objevila, společně se všemi ostatními Starky, hned v první knize celé série. Královská rodina v čele s Robertem Baratheonem a jeho manželkou Cersei přijíždí na Zimohrad. S nimi přijíždí i jejich nejstarší syn Joffrey, do kterého se Sansa na první pohled zamilovala. Sansa neví, že Joffrey je známý svojí brutalitou a je do něj bláhově zamilovaná, souhlasí tedy se sňatkem i s tím, že pojede s královskou rodinou do Králova přístaviště. Ještě předtím si ale s Joffreym vyjde na procházku podél řeky, kde potká svoji mladší sestru Aryu při šermu se synem řezníka Mycahem. Přestože jde jen o hru, Joffrey nařkne Mycaha, že napadl šlechtickou dceru a chce ho zabít. V tom mu zabrání Arya, i tu ale odzbrojí a míří na ni mečem, když ho napadne Aryin zlovlk Nymeria. Přestože Joffrey utržil jen malé povrchové zranění, jde si stěžovat své matce a ta řekne, že zlovlk musí být zabit. To Arya věděla dopředu a tak Nymerii vyhnala. Další na ráně se tedy ocitl Sansin zlovlk Lady, která, přestože s tím nemá nic společného, musí zemřít. Sám Eddard Stark ji zabije. Sansa je nešťastná, přesto neprotestuje a odcestuje s Joffreym i královskou rodinou do Králova přístaviště, kde se seznámí i se Sandorem Cleganem, známým spíše pod jménem Ohař. Ten jí odhalí i malá známý příběh o tom, jak přišel ke spálené tváři.
Sansin otec Eddard Stark zkoumá dějiny rodu Baratheonů, když přijde na to, že černá barva vlasů je u tohoto rodu dominantní gen. Shodou náhod, všechny současné královské děti mají vlasy blonďaté. Postupně odkrývá tajemství královny Cersei: že oba princové i princezna jsou dětmi Cersei a jejího bratra Jaimeho. Eddard vyhrožuje Cersei a po smrti krále Roberta neuzná Joffreyho jako právoplatného vládce Sedmí království. Je zajat a později mu Joffrey dá ultimátum, že pokud ho uzná jako krále, nechá ho i s dcerami odejít. Eddard podmínku splní, Joffrey ale ne a nechá mu setnout hlavu. Dále pak drží Sansu v Králově přístavišti, i přes její prosby.

### Střet králů
Sansa je stále rukojmí královské rodiny v Králově přístavišti a navenek se naučila být k Joffreymu loajální, aby předešla bití od Sandora Clegana.
Na oslavě Joffreyho svátku Sansa zachrání život sera Dontose Hollarda. Toho chce původně Joffrey nechat upít k smrti, ale Sansa za něj prosí a on ho nechá žít. Jako vděk Sanse poté Hollard vymyslí plán, jak ji dostat z Králova přístaviště. Útěk se ale může uskutečnit až později a tak Sansa musí trpět bití. Když její bratr Robb vyhraje bitvu s královskou armádou, je Sansa veřejně bita a její šaty roztrhány na ulici. Jediný, kdo se jí zastal byl trpaslík Tyrion Lannister, který pak požádal Ohaře, aby Sansa půjčil svůj plášť. Právě Ohař následně zachrání Sansu před bouřícími se davy ve městě a dostane ji do bezpečí.
Během bitvy o Černovodu, kde soupeří královská armáda proti armádě Stannise Baratheona (bratr bývalého krále Roberta), jsou všechny dámy od dvora schované v Rudé baště. Je zde i Cersei a Sansa. Cersei se opije a nadává na mladou Sansu. Bitva se zdá prohraná, ale s pomocí Tywina Lannistera a armády Tyrellů zvítězí královská rodina. Plánovaná svatba Joffreyho a Sansa je zrušena – Joffrey si bude brát Margaery Tyrell.

### Bouře mečů

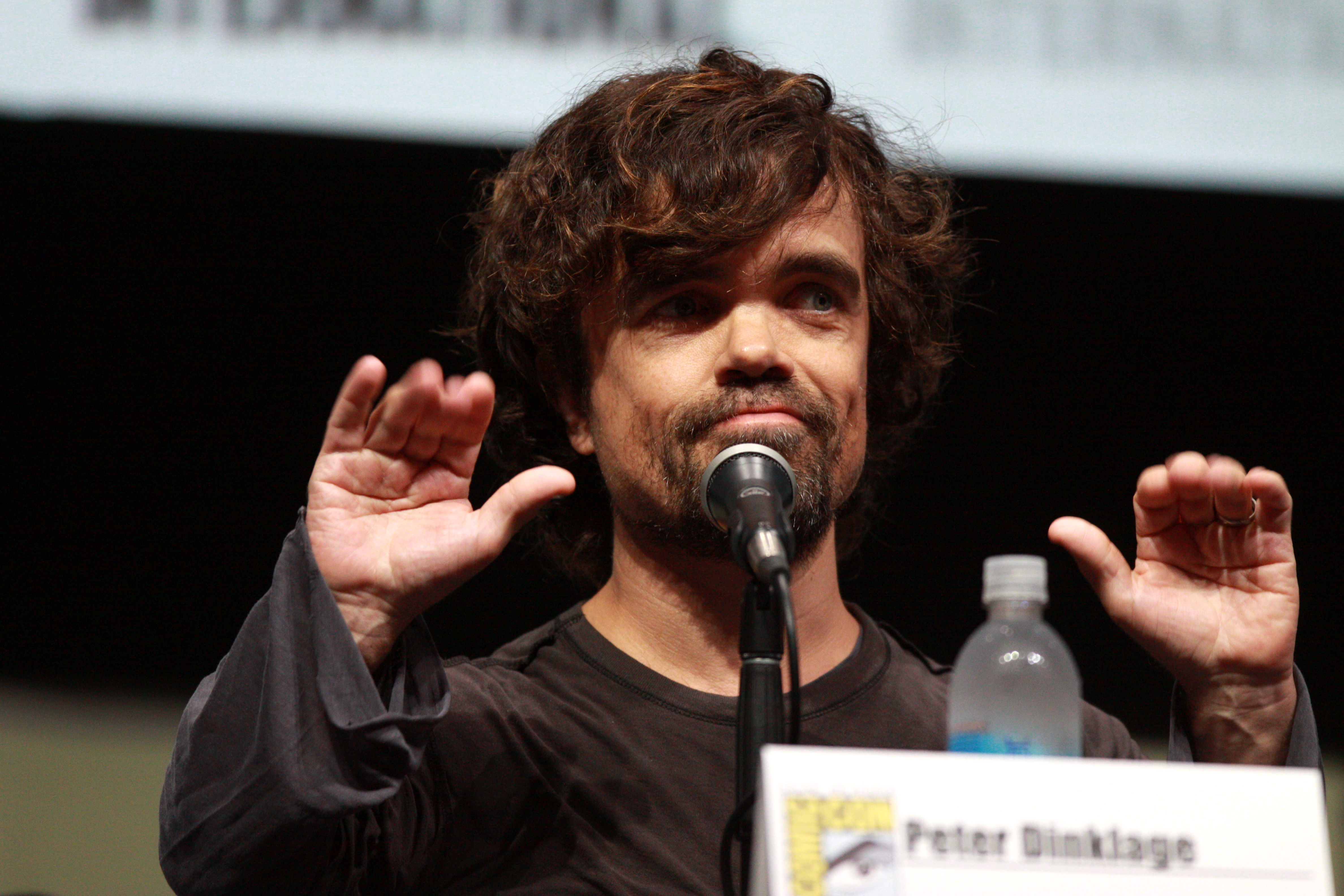
Peter Dinklage, ztvárnící Tyriona Lannistera, Sansina manžela

Ve třetí knize je Sansa pozvána na večeři s nastávající královnou Margaery a její babičkou Olennou. Sansa se snaží upozornit Margaery na Joffreyho brutální chování, té to ale nevadí, je připravená se protloukat, jak to půjde. Olenna později Sanse navrhne sňatkem s jejím dalším vnukem; Willasem Tyrellem. Přestože ser Dontos Sansu před Tyrelly varoval, ona se nadšeně stává dobrou přítelkyní obou žen a se sňatkem souhlasí. O tom se ale dozví Tywin Lannister, který s tím nesouhlasí. Proto se rozhodne Sansu provdat za znetvořeného Tyriona, který nejdříve se sňatkem nesouhlasí, ale také ví, že pokud Robb Stark zemře, stane se pánem Zimohradu a to ho láká.
Sansa je překvapená, když ji další den dají svatební šaty – o svatbě s Tyrionem nevěděla a nastávajícím manželem navíc opovrhuje kvůli jeho velikosti a nehezkému vzhledu. Na svatbě Sansa tancuje s Joffreym, který ji vyhrožuje. Vše zarazí až sám Tyrion, který se jako jediný nebojí svému synovci postavit. I přesto ale Sansa Tyriona nemá ráda a manželství nikdy není naplněno.
Nedlouho potom se koná svatba Margaery a Joffreyho, kde je ale snoubenec otráven. Z toho je obviněn Tyrion. Sansa prchá na člunu se serem Hollardem a zjistí, že dárek, ozdoba do vlasů, který na sobě v době svatby měla na sobě, chybí. Právě v této ozdobě totiž byl ukryt jed. Na člunu doplují k lodi, která čeká nedaleko přístavu. Když k ní doplují, dostane ser Hollard měšec zlaťáků a poté je Petyrem Baelišem zastřelen. Sansa je zděšená, protože si myslela, že se jí Hollard snažil pomoci. Až Baeliš jí odhalí, že vše dělal jen pro peníze – Sansin útěk zosnovoval právě Baeliš.
Ten propašuje Sansu do Orlího hnízda, kde vládne lady Arryn (Sansina teta). Sansu zde představuje jako svoji nemanželskou dceru pod jménem Alayne Kámen. V Orlím hnízdě se pak Baeliš ožení s Lysou, která ho dlouhou dobu milovala a také kvůli němu otrávila bývalého pobočníka krále, jejího manžela lorda Arryna. Lysa navíc Sanse nabídne sňatek s jejím synem, slaboduchým Robertem. Pak ale začne žárlit, když uvidí, jak se Sansu pokusí Baeliš políbit. Nechá si k sobě Sansu zavolat a pokusí se ji shodit zvláštními dveřmi do propasti dolů, nakonec tam ale, rukou Petyra Baeliše, sama skončí.

### Hostina pro vrány
Po Lysině smrti se Sansa stále ukrývá pod tajnou identitou jako Alayne Kámen. Baeliš Sanse odhalí svůj plán: chce ji provdat za Harrolda Hardynga, který je dědicem mnoha sídel na Severu a mohl by jí pomoci Sever znovu ovládnout. Mezitím Sansa pečuje o sirotka Roberta, který je slabý a hloupý.

## Seriálová adaptace
Až do čtvrté série seriálu se kniha shoduje se seriálem. Později se ale Sansa, na radu Malíčka provdává za Ramsayho Boltona, o čemž v knihách nebyly zmínky.

### Čtvrtá série
Sansa je stále rozrušená ze smrti své matky Catelyn a bratra Robba.Ser Dontos Hollard věnuje Sanse náhrdelník, který, jak říká, patřil jeho matce. Sanse je přesvědčená, že právě Hollard bude jejím princem na bílém koni, který ji osvobodí. Až po svatbě, kde je otráven Joffrey si uvědomí, že v jednom z drahokamů na náhrdelníku byl ukryt jed, který tam dala Olenna Tyrell. V rozruchu, který způsobila otrava Joffreyho, se Sanse i Dontosovi podaří utéct. Dále děj pokračuje podle knih – Sansa prchá s Baelišem do Orlího hnízda k tetě Lyse. Avšak v televizním seriálu Beališ nenabízí Sanse sňatek s Harroldem Hardyngem.

### Pátá série
Petyr Baeliš domluvil sňatek Sansy a Ramsayho Boltona, bastarda Roose Boltona, který je po smrti Robba dědicem celého Severu. Sansa se sňatku bojí, ale Baeliš ji přesvědčuje, že jí to pomůže pomstít rodinu. Při cestě na Zimohrad se Sansa setká s Brienne z Tarthu, která Sansině matce Catelyn přísahala, že se o obě její dcery postará. Snaží se Sansu přesvědčit k tomu, aby s ní odešla, ale ta odmítá. Bez ohledu na to, že se Brienne nesetkala s úspěchem, dále sleduje Sansinu cestu na Zimohrad. Ramsay se zpočátku zdá jako milý muž, ale přesto se ukáže jako sadista, když Sansa přijde na to, že vězní bývalého svěřence Eddarda Starka Theona. Toho fyzicky i psychicky týrá, nechal ho vykastrovat a s oblibou mu stahuje kůži z prstů. O svatební noci Ramsay Sansu znásilní a ona se další den rozhodne, že s Brienne odjede pryč. Snaží se Brienne najít a používá i smluvený signál, ale zachránkyně nikde. Později Sansa přijde na to, že její manžel má milenku Myrandu. Theon se později se Sansou pokusí utéct, přičemž je odhalí Myranda. Tu zabijí a ze strachu před Ramsayho vojáky a jím samým se vrhají z hradeb dolů do hlubokého sněhu.

### Šestá série
Sansa i Theon přežili skok z hradeb, ale nedojdou daleko a v lese nedaleko Zimohradu je najdou Ramsayho vojáci. V tu chvíli ale dorazí Brienne i se svým panošem Podrickem Paynem a oba zachrání. Theon se rozhodně vrátit na Železné ostrovy a Sansa i s Brienne a panošem Podrickem pokračují na Černý hrad na Zeď, kde se chtějí schovat u Sansina nevlastního bratra Jona. Jon se v tu chvíli chystá opustit noční hlídku, když ale uvidí Sansu, rozhodne se chvíli zůstat. Sansa se snaží nevlastního bratra postrčit k tomu, aby společně s Divokými osvobodil Sever od nadvlády Boltonů. Zpočátku Jon odmítá, ale když mu Ramsay pošle výhružný dopis, nezbývá mu nic jiného, než se Boltonům postavit. Sansa a Jon sestavují armádu, zatímco Sanse se ozve Baeliš. Sejde se s ním a on jí nabídne pomoc, ale ona odmítá se slovy, že už ho nikdy nechce vidět.
Jon získá několik mužů od severských pánů, ale jeho armáda je pořád příliš malá. Když už se rozkřikne, že se armáda Boltonů blíží, napíše Sansa Baelišovi prosebný dopis. V něm prosí o vojáky, se kterými by se dokázali ubránit.
Bitva se již zpočátku jeví prohraná kvůli početní převaze Boltonů. V poslední chvíli vše zachrání Baeliš alias Malíček s armádou Roberta Arryna, který se rozhodl nabídnout své síly, aby pomohl sestřenici v nouzi.
Ramsay Bolton je zajat. Sansa viní Ramsayho ze všeho špatného, co se jí kdy stalo a rozhodne se mu odvděčit – nechá ho sežrat vlastními loveckými psy. Záhy Baeliš nabídne Sanse, že si ji vezme a budou společně vládnout Severu. Ona ale již Baelišovi nevěří a odmítá ho.

### Sedmá série
Jon musí odjet na Dračí kámen za Daenerys a nechává Zimohrad pod správou Sansy. Krátce po jeho odjezdu přijíždějí Arya a Bran. Právě mezi Aryou a Sansou se Baeliš snaží vyvolat spory, například tak, že nechá Aryu najít zprávu, kterou v minulosti poslala Sansa Robbovi, ve které ho žádá, aby se vzdal králi Joffreymu. Sansa zase objeví Aryinu sbírku obličejů a zjistí, jaké má její sestra schopnosti.
Později dostane od Jona zprávu o tom, že poklekl před Daenerys Targaryen a Malíček se rozhodne situace využít: snaží se Sansu přesvědčit, že Jon zradil Sever a měla by se sama stát paní Zimohradu, a že se ji pokusí Arya zabít. Sansa proto svolá shromáždění do hodovní síně, kde ale ze spiknutí neobviní Aryu, ale Petyra Baeliše. S pomocí Brana jej obviní z několika činů a je popraven.

### Osmá série
Na Zimohrad přijede Daenerys Targaryen v doprovodu Jona. Toho sice Sansa přivítá radostně, ale novou královnu nevidí ráda. Když jí Jon prozradí, že jeho pravé jméno je Aegon Targaryen a má tedy na trůn větší nárok než Dany, využije toho a předá informaci Tyrionovi, který ji dále rozšíří.
Po zvolení Brana králem Sedmi království navrhne oddělené a osamostatnění Severu. Brandon její návrh přijme a Sansa je korunována královnou Severu.